# Nothomiza grata
Nothomiza grata är en fjärilsart som beskrevs av Butler 1880. Nothomiza grata ingår i släktet Nothomiza och familjen mätare. Inga underarter finns listade i Catalogue of Life.